# Могилатів
Могила́тів — село в Україні, Миргородському районі Полтавської області. Населення становить 71 особу. Входить до складу Великобудищанської сільської громади.
Після ліквідації Гадяцького району у липні 2020 року увійшло до Миргородського району.

## Географія
Село Могилатів розташоване на відстані 1.5 км від сіл Воронівщина, Мартинівка та Велике.
По селу тече струмок, що пересихає із загатою.
Поруч пролягає автомобільний шлях Т 1705.

## Історія
1861 — дата заснування.
Село постраждало внаслідок геноциду українського народу, проведеного окупаційним урядом СРСР у 1923—1933 та 1946–1947 роках.
До 2019 року орган місцевого самоврядування — Мартинівська сільська рада.